# Броделе, Анна Юльевна
Анна Юльевна Броделе (латыш. Anna Brodele; 16 сентября (3 сентября) 1910, Таураге, Россиенский уезд Ковенской губернии — 29 сентября 1981) — латышская советская писательница, поэтесса и драматург. Заслуженный деятель искусств Латвийской ССР.

## Биография
Дочь лесника. Участница подпольной коммунистической деятельности в межвоенной Латвии, подвергалась репрессиям и преследованиям. В Латвии она провела 4 года в тюрьме (1932—1936).
После установления советской власти в Латвии работала в редакциях газеты «Советская Латвия» и журнала «Sarkanā Palīdzība». Училась в Литературном институте им. М. Горького в Москве.
Во время Великой Отечественной войны находилась в эвакуации в Ярославской области, работала в колхозе, где стала свидетелем выносливости и героизма советских людей.

## Творчество
Литературную деятельность начала в 1927 году. Автор сборника стихов «Свободная родина» (1946), военных рассказов «Сильные люди» (1946). Женщины, особенно молодые, стали главными героями её произведений.
Как драматург выступила в годы Великой Отечественной войны. Пьесы Броделе посвящены, главным образом, темам колхозной жизни: «Весна в селе Речном» (1948) о коллективизации латышской деревни, «Золотая нива» (1949) о трудовой жизни колхозников Латвии. Броделе — автор пьес: «Учитель Страуме» (1948) о переломе в сознании старой интеллигенции, «Марта» («За час до рассвета», 1950) о революционной борьбе латышского народа против буржуазного режима в Латвии и др. Проблемам молодёжи посвящены повести «Синий воробей» (1965, русский перевод 1966), «Это моё время» (1969). Пьесы драматурга были поставлены в Художественном театре им. Я. Райниса (Рига) и других театрах.
По её сценарию в 1959 году на Рижской киностудии был снят художественный фильм «Илзе».
Её проза переведена на многие языки народов СССР.

## Избранные произведения

### Пьесы
- «Долг» (1942)
- «Не дайте уйти» (1943)
- «Неосуществившаяся идея» (1944)
- «Весна в селе Речном» (1948)
- «Учитель Страуме» (1948)
- «Золотая нива» (1949)
- «Горячие сердца» (1951)

### Сборники рассказов
- «Сильные люди» (1946)

### Сборники стихов
- «Свободная родина» (1946)

### Повести
- «Марта» (1950)
- «Синий воробей» (1965)
- «Это моё время» (1969)

### Романы
- «Тихий городок» (1967)
- «Кровью сердца» (1955)
- «Верность» (1960)

## Экранизации
- 1959 — Илзе — по роману «Кровью сердца»

## Награды
- орден Трудового Красного Знамени (03.01.1956)
- орден Трудового Красного Знамени (1970)
- орден «Знак Почёта»
- медали
- Заслуженный деятель искусств Латвийской ССР